# Borzonasca
Borzonasca (ligurisch Borsonasca oder Borzonasca) ist eine italienische Gemeinde in der Metropolitanstadt Genua mit 1811 Einwohnern (Stand 31. Dezember 2023).

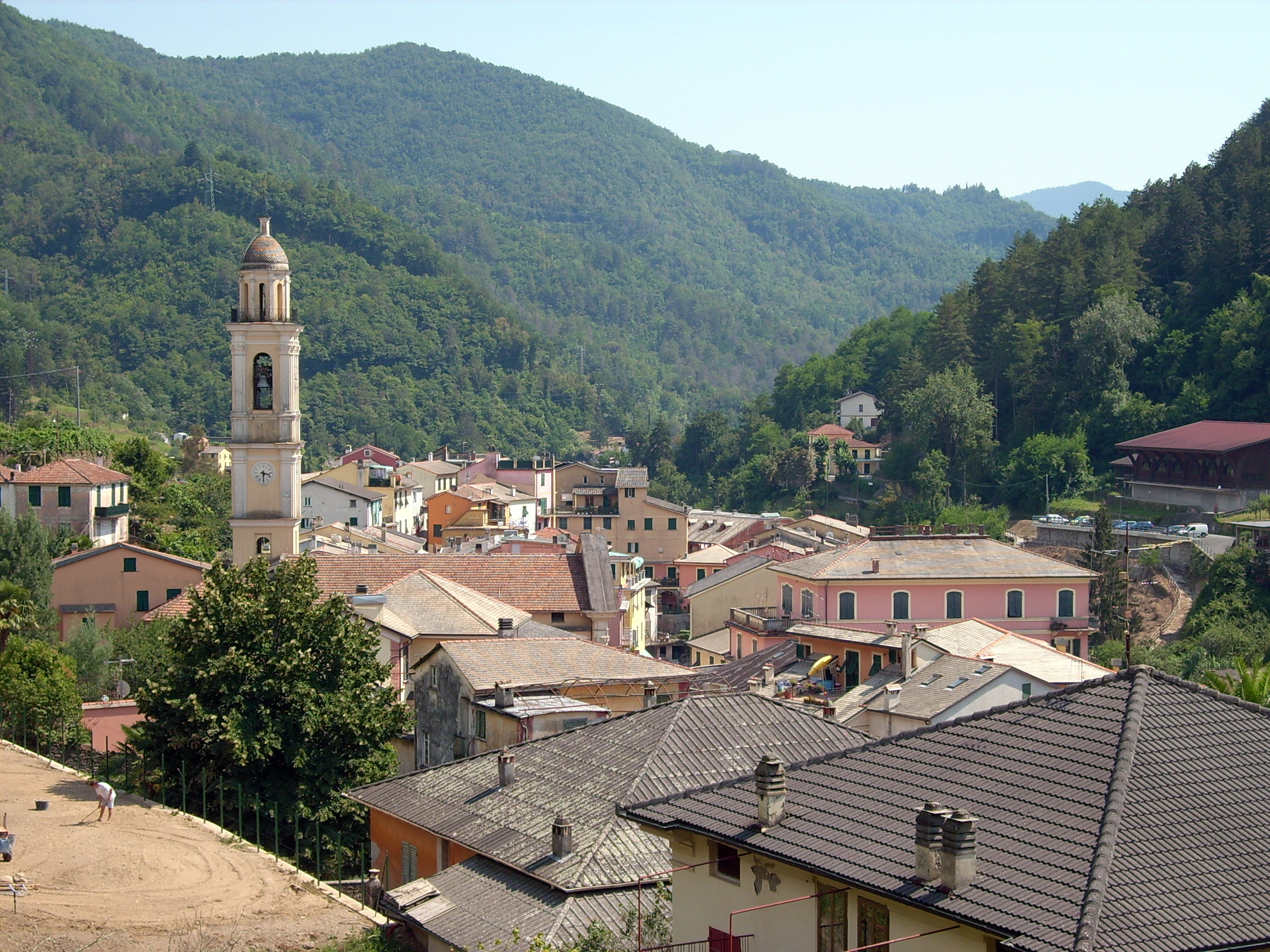
Borzonasca

## Geographie
Die Gemeinde liegt im Hochtal Sturla am Zusammenfluss der Bäche Sturla und
Penna. Die Entfernung zu der ligurischen Hauptstadt Genua beträgt circa 61 Kilometer.
Das Territorium von Borzonasca ist in elf Ortsteile unterteilt: Acero, Brizzolara, Belpiano, Bertigaro, Caregli, Giaiette, Levaggi, Montemoggio, Borzone, Temossi und Sopralacroce; hinzu kommen die Siedlungen Barca di Gazzolo, Belvedere, Bevere, Campori, Campori Basso, Castagnello, Montemozzo, Perlezzi, Recroso, Stibiveri, Vallepiana, Zanoni und Zolezzi. Der Ortsteil Giaiette liegt als Exklave im Tal Taro.
Borzonasca gehört zu der Comunità Montana Valli Aveto, Graveglia e Sturla und liegt außerdem mit seinem Territorium im Parco naturale regionale dell’Aveto.
In der Nähe der Kommune befindet sich der künstliche See Giacopiane, der durch die Stauung des Baches Calandrino gebildet wurde. Der Stausee dient heute der Energiegewinnung. Über eine Vielzahl von Wanderwegen sind einige Gipfel des Ligurischen Apennin, wie den Monte Penna (1735 Meter), Monte Aiona (1701 Meter) und den Monte Agugiaia (1090 Meter) zu erreichen.

## Geschichte
Borzonasca war in der Vergangenheit, aufgrund seiner Lage auf dem Kreuzungspunkt zweier Handelswege (die Handelsroute entlang der ligurischen Küste und die Verbindung in das nordöstliche Hinterland), von großer Bedeutung gewesen. Die Ruinen verschiedener Festungen und Burgen (zum Großteil von den Grafen von Lavagna, den Fieschi errichtet, welche die Region während der Renaissance kontrollierten) zeugen heute auch von seiner strategischen Wichtigkeit.
Auf dem nahegelegenen Boccopass kam es 1746 zu dem entscheidenden Sieg des genuesisch-französischen Heers über die österreichischen Truppen, die damit die Kontrolle über die Region verloren.
Nach dem Wiener Kongress 1814 kam Borzonasca, wie alle anderen Gemeinden Liguriens auch, 1815 unter die Verwaltungsherrschaft des Königreichs Sardinien, und in Folge 1861 in das Königreich Italien.